# Napalgué (Dapélogo)
Pour les articles homonymes, voir Napalgué.
Napalgué est une localité située dans le département de Dapélogo de la province de l'Oubritenga dans la région Plateau-Central au Burkina Faso.

## Géographie
Napalgué est situé à environ 7 km au sud-est de Dapélogo ainsi qu'à 3 km au sud de Garpéné.

## Santé et éducation
Le centre de soins le plus proche de Napalgué est le centre de santé et de promotion sociale (CSPS) de Garpéné tandis que le centre médical avec antenne chirurgicale (CMA) de la province se trouve à Ziniaré.
Le village possède un centre permanent d'alphabétisation et de formation.